# 札幌市円山動物園
札幌市円山動物園（さっぽろしまるやまどうぶつえん）は、北海道札幌市中央区宮ケ丘の円山公園内にある動物園。札幌市環境局が管理運営を行っている。

## 概要
1948年（昭和23年）秋に恩賜上野動物園の林技師が札幌を訪れ、高田富與市長に動物園開設を勧めたことが開園の契機になっている。1950年（昭和25年）に上野動物園から移動動物園を招いて、これが成功し動物園開設の機運が高まった。
札幌市長の高田富與と助役の原田與作らが敷地を選定し、上野動物園園長の古賀忠道らによる調査を経て、1950年に現地の整地を行い、翌1951年（昭和26年）5月5日にまず児童遊戯施設「札幌市円山児童遊園」として開設された。ここに動物を加えて同年9月に札幌市丸山動物園に改称し、1952年（昭和27年）7月に動物園として正式に開園した。
開設時に飼育された動物は、購入したヒグマ2頭、稚内市から寄贈を受けたエゾシカ、望来村で小学生が捕獲したオオワシ「バーサン」の計3種4点にすぎなかった。動物が少なかったため多くの市民が動物の寄付を申し出て、飼育動物は数カ月でクマやキツネ、タヌキ、水鳥など約50種100点以上になった。
北海道の中核的な動物園の地位を保ってきたが、年間入園者数は1974年の124万7千人をピークに減少し、1979年を最後に100万人を割り込んだ。2003年（平成15年）には旭川市の旭川市旭山動物園に入場者数が抜かれて道内首位から転落した。インフラ面の整備に力を入れ始めた。その後、2005年からは年間パスポートも発行し、入場者数は増加傾向にある。
2018年4月現在、169種939点（昆虫類を除く）が展示飼育され、総面積は224,780m2（未使用の原生林を含む）。
飼育下での自然繁殖が難しいとされるホッキョクグマの繁殖に、2000年以降成功している動物園。同園の「デナリ」（父）と「ララ」（母）が、2003年12月にメスの「ツヨシ」、2005年12月にメスの「ピリカ」、2008年12月に双子のオスの「イコロ」と「キロル」、2010年12月にメスの「アイラ」、2012年12月に双子のメスの「マルル」と「ポロロ」、2014年12月にメスの「リラ」を誕生させている。
また、飼育員の手によって育てられたチンパンジー「レディ」はなんどもTV等で特集されている。

### 開園時間
- 3月 - 10月 : 9:30 - 16:30（入園締切は16:00）
- 11月 - 2月 : 9:30 - 16:00（入園締切は15:30）

以前は7月から8月の特定日に「夜の動物園」と称して開園時間を21:00まで（入園締切は20:30）延長していたが、2017年度からは、期間と来園者を限定して動物園職員と一緒に夜の動物園をツアー形式で回る「夜の動物園プレミアムツアー」を開催している。
休園日
- 毎月第2・第4水曜日（祝日の場合は翌日）
- 4月第2水曜日を含む週の月曜日から金曜日
- 11月第2水曜日を含む週の月曜日から金曜日
- 12月29日から12月31日

### 入園料
- 大人（高校生以上） - 800円
- 高校生（半額免除）- 400円。在学証明の提示が必要。
- 団体（大人30名以上） - 720円
- 円山動物園年間パスポートは2,000円。購入日から1年間有効。
- 中学生以下、70歳以上の札幌市在住者、身体障害者と介助者は無料。

## 沿革
- 1950年（昭和25年）：東京都上野動物園の移動動物園を円山坂下グラウンド・円山公園で開催、移動動物園の成功を受けて札幌市への動物園建設の機運が高まる[6]。
- 1951年（昭和26年）
  - 5月5日:「札幌市円山児童遊戯施設」として開業[7]、当初エゾヒグマのつがいとエゾシカ・オオワシ各1羽を飼育[6]。
  - 9月：「円山動物園」に改称[6]。
- 1953年（昭和28年） : アジアゾウ「花子」来園。
- 1958年（昭和33年） : アカカンガルーの人工保育に国内で初めて成功し、繁殖賞を受賞。
- 1965年（昭和40年） : 年間入園者数100万人達成。
- 1966年（昭和41年） : 熱帯動物館が完成し、冬季開園実施[8]。
- 1967年（昭和42年） : 国内で初めてダイアナモンキーの繁殖に成功。
- 1970年（昭和45年） : 海獣舎が完成。
- 1971年（昭和46年） : モノレール「なかよし号」開通、全長250m[9]。
- 1974年（昭和49年） : 爬虫類館、昆虫館が完成。ニシローランドゴリラ「ゴン」「メリー」来園。年間入園者数が124万7千人となりピークに達する[4]。
- 1975年（昭和50年） : 国内で初めてカオジロガン(人工孵化)、クロクモザルの繁殖に成功。
- 1977年（昭和52年） : 類人猿館が完成。国内で初めてアフリカタテガミヤマアラシの繁殖に成功。
- 1979年（昭和54年） : この年を最後に年間入園者数が100万人を割り込む[4]。
- 1980年（昭和55年）
  - 5月17日 : 「世界の熊館」が完成[10]。
  - 国内で初めてミズオオトカゲの繁殖に成功。
- 1981年（昭和56年） : オオカミ放養場が完成。
- 1982年（昭和57年）10月9日 : ニホンザル68頭のさる山が完成[11]。
- 1984年（昭和59年）10月10日 : モンキーハウスが完成[12]。
- 1987年（昭和62年） : ペルシャヒョウ来園。国内で初めてユキヒョウの繁殖に成功。
- 1988年（昭和63年） : タスマニアデビル来園。
- 1989年（平成元年）
  - 9月24日 : 「タスマニア館」が完成[13]。ウォンバット、オオカンガルー来園。
  - 国内で初めてペルシャヒョウ、アメリカワシミミズクの繁殖に成功。
- 1990年（平成2年） : 国内で初めてアカハラヤブワラビー、イヌワシ、アオガン（人工孵化）の繁殖に成功。
- 1992年（平成4年） : 国内で初めてコディアックグマ（人工保育）の繁殖に成功。
- 1993年（平成5年） : 国内で初めてオオワシの繁殖に成功。
- 1995年（平成7年）4月29日 : 「熱帯鳥類館」が完成[14]。中島公園子供の国を統合する形で遊園地をリニューアル[7]、「キッドランド円山子供の国」開業[14]。
- 1996年（平成8年）4月29日 : 国内最後の「タスマニアデビル」が死去[15]。
- 1997年（平成9年） : 国内で初めてサトウチョウの繁殖に成功。
- 1998年（平成10年） : 円山動物園ボランティア活動開始。
- 2000年（平成12年） : 新チンパンジー館が完成。
- 2001年（平成13年） : 国内で初めてヨウスコウアリゲーターの繁殖に成功。
- 2002年（平成14年） : 国内で初めてモモイロインコの繁殖に成功。
- 2003年（平成15年）12月11日 : ホッキョクグマ「ツヨシ」誕生。
- 2004年（平成16年）
  - 4月 : リスザルドームが完成[16]。
  - 国内で初めてカンボジアモエギハコガメの繁殖に成功。
- 2005年（平成17年）12月15日 : ホッキョクグマ「ピリカ」誕生。
- 2006年（平成18年）4月23日 : 「さる山展望レストハウス」が完成[17]。
- 2007年（平成19年）
  - 1月29日 : アジアゾウ「花子」死去[18]。
  - ライオンの双子、♂の「げんき」と♀の「ゆうき」が誕生（名前は一般投票で決定）。
- 2008年（平成20年） : オオカミ・エゾシカ舎が完成。
  - 4月11日 :「類人猿館屋外放養場」、「ドサンコの森」、「ビーバーの森」が完成[19]。
  - 8月31日 :「熱帯植物館」が閉鎖[20]。
  - ホッキョクグマの双子、「イコロ」と「キロル」が誕生（名前は一般公募により決定）。
  - インドネシア「タマン・サファリ」よりコモドオオトカゲ「コニ」「コナン」2匹を借り受け展示。展示は国内唯一となる。（2010年に借受け期間終了を受け展示は終了）
  - 最高齢30歳で花子と仲が良かったマサイキリン「タカヨ」死去。
- 2009年（平成21年） : マサイキリン「ユウマ」の嫁として、熊本市動植物園よりメスの「ナナコ」を譲り受ける。
- 2010年（平成22年）
  - 3月31日 : 「昆虫館」が閉鎖[21]。
  - 4月17日 : 「エゾヒグマ館」が完成[22]。
  - 8月17日 ： 期間満了に伴い、当日付けでコモドオオトカゲの展示を終了。翌日に返却のため、同園を離れる。
  - 9月30日 : 「円山子供の国キッドランド」が閉鎖[23]。
  - 11月13日 : エゾヒグマの「とわ」（2歳）と「カステラ」（0歳）が同じ放飼場に入ってしまい、体の小さな「カステラ」が「とわ」の攻撃に遭い、死亡。
  - 12月25日 : ホッキョクグマ「アイラ」誕生。
- 2011年（平成23年）
  - 4月23日 : リニューアルされたは虫類・両生類館が公開。
- 2012年（平成24年）
  - 12月8日 : ホッキョクグマの雌の双子誕生。「ポロロ」と「マルル」と名づけられる。
  - 12月12日 : 熱帯動物館老朽化に伴い、新獣舎のわくわくアジアゾーンが完成（寒帯館・高山館・熱帯雨林館の3つで構成）。
- 2013年（平成25年）
  - 1月8日 : エゾシカオオカミ舎オオカミ外放飼場で、シンリンオオカミの「キナコ」（メス）が、檻越しに他の個体に噛まれ出血死。[広報 1]
  - 4月20日 : 西門付近に小型遊戯施設「遊具広場 まるっぱ」が完成。
千葉市動物公園よりレッサーパンダ「エイタ」を譲り受ける[24]。
- 2014年（平成26年）
  - 9月 : アメリカクロクマの「風子」死去。
  - 12月21日 : ホッキョクグマの子供が誕生。翌年「リラ」と命名される。
- 2015年（平成27年）
  - 4月 : 国内の動物園で唯一飼育されていたナマケグマ「ゴマキ」（雌、30歳）が死亡。[25]
  - 5月4日 : コツメカワウソ「ずんだ」が取水口に足吸い込まれ溺死。溺れているのを客が発見した。[26]
  - 7月25日 : マレーグマの「ウッチー」を死亡させる事故発生。
  - 8月23日 : グランドシマウマの「飛馬（ひゅうま）」死亡。グラントシマウマは6月中旬にも雌「スモモ」（28歳）が肺炎で死んでおり、これでゼロに。[27]
  - 8月30日 : マサイキリンの「ナナコ」死亡。
- 2018年（平成30年）
  - 3月12日 : ホッキョクグマの繁殖施設の国際基準を満たす目的でアザラシの飼育施設を併設したホッキョクグマ館が完成[28][広報 2]。
  - 6月13日 : 多摩動物公園よりアミメキリンの雄、「テンスケ」来園。前年8月13日にマサイキリンの雄「ユウマ」が死亡して以来、約1年ぶりのキリン復活となった。
  - 9月20日 : ゾウ舎完成[29]。
  - 11月30日 : ミャンマーからアジアゾウ4頭が来園。2007年に「花子」が死亡して以来11年ぶりのゾウ復活となった[30]。
- 2021年（令和3年）
  - 1月10日 : アムールトラの「アイ」が死亡[31]
- 2023年（令和5年）
  - 8月19日 : アジアゾウの子供が誕生[32]。準間接飼育[注釈 1]でのアジアゾウの出産は国内初。
  - 9月5日 : ホッキョクグマの「デナリ」死亡[33]。
- 2024年（令和6年）
  - 5月21日 : 新施設の「オランウータンとボルネオの森」がオープン[34][35][36]。

## 施設・飼育動物一覧
- 動物科学館
- 猛きん舎
  - 飼育動物 - オオワシ、オジロワシ、ユーラシアワシミミズク、シマフクロウ
- カンガルー館
  - 飼育動物 - ハイイロカンガルー、スローロリス、モモイロインコ、プレーリードッグ、カンムリシロムク、エゾタヌキ
- フクロウとタカの森
  - 飼育動物 - エゾフクロウ、シロフクロウ、トビ、アメリカワシミミズク、ノスリ
- こども動物園
  - 主な飼育動物 - ヒツジ、シナガチョウ、アヒル、ミニチュアホース、カイウサギ
  - ビーバーの森 - アライグマ、アメリカビーバー
  - リスザルドーム - リスザル
  - どさんこの森 - エゾモモンガ、エゾリス、エゾユキウサギなど
- サル山（2015年秋改修完了）
  - ニホンザル
- オランウータンとボルネオの森（2024年春オープン[37]）
  - ボルネオオランウータン
- モンキーハウス（2014年秋改修完了）
  - 飼育動物 - マンドリル、ドグェラヒヒ、ワオキツネザル、フサオマキザル、ブラッザグェノン、ダイアナモンキー
- チンパンジー館
  - チンパンジー
- わくわくアジアゾーン（2012年冬完成）
  - 寒帯館 - アムールトラ、ユキヒョウ
  - 高山館 - レッサーパンダ、ヒマラヤグマ
  - 熱帯雨林館 - コツメカワウソ、シロテテナガザル、ワウワウテナガザル、シシオザル、クロザル
- アフリカゾーン（2015年秋一部オープン[38]、2016年夏全面オープン[39]）
  - カバ・ライオン館 - ブチハイエナ、グラントシマウマ、カバ、ライオン、モモイロペリカン
  - キリン館 - ダチョウ、ミーアキャット、ハダカデバネズミ、サーバルキャット、アミメキリン
- ゾウ舎（2019年3月オープン[29]）
  - アジアゾウ
- は虫類・両生類館（2011年春リニューアル）[注釈 2]
  - 主な飼育動物 - マレーガビアル、ヨウスコウワニ、アルダブラゾウガメ、サイイグアナ、オオアナコンダ、ビルマニシキヘビ、アメリカドクトカゲ、ミズオオトカゲ、パンサーカメレオン
- 総合水鳥舎
  - 主な飼育動物 - タンチョウ、シュバシコウ、フンボルトペンギン、ショウジョウトキ、ゴイサギ、アオサギ
- 熱帯鳥類館
  - 主な飼育動物 - ベニイロフラミンゴ、チリーフラミンゴ、オシドリ、インドクジャク、サンショクキムネオオハシ、オニオオハシ、ノドグロコウカンチョウ、アカハナグマ
- エゾシカ・オオカミ舎
  - エゾシカ、シンリンオオカミ
- エゾヒグマ館
  - エゾヒグマ
- ホッキョクグマ館（2018年3月オープン）
  - 飼育動物 - ホッキョクグマ、ゴマフアザラシ、ゼニガタアザラシ

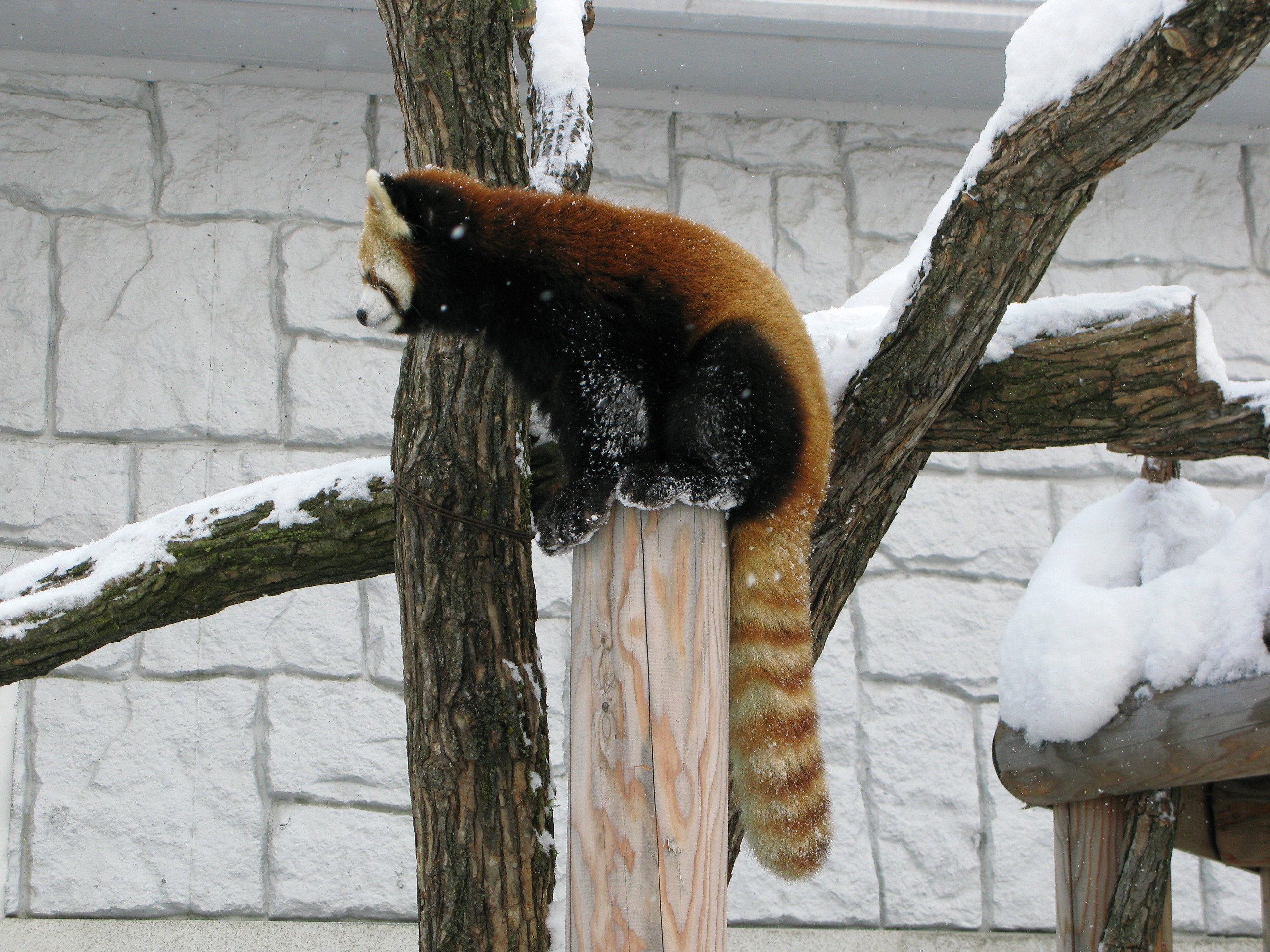
レッサーパンダ
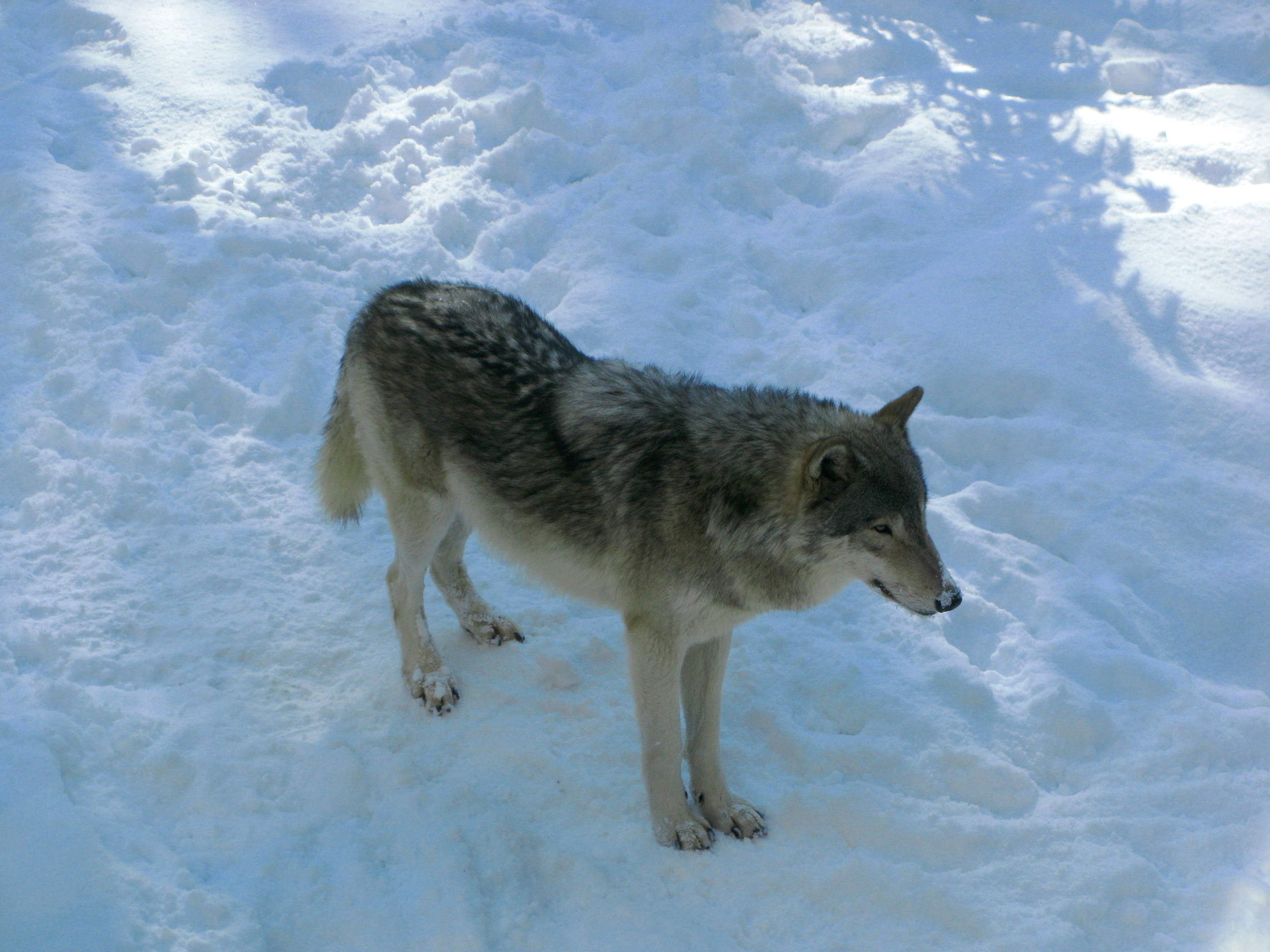
シンリンオオカミ
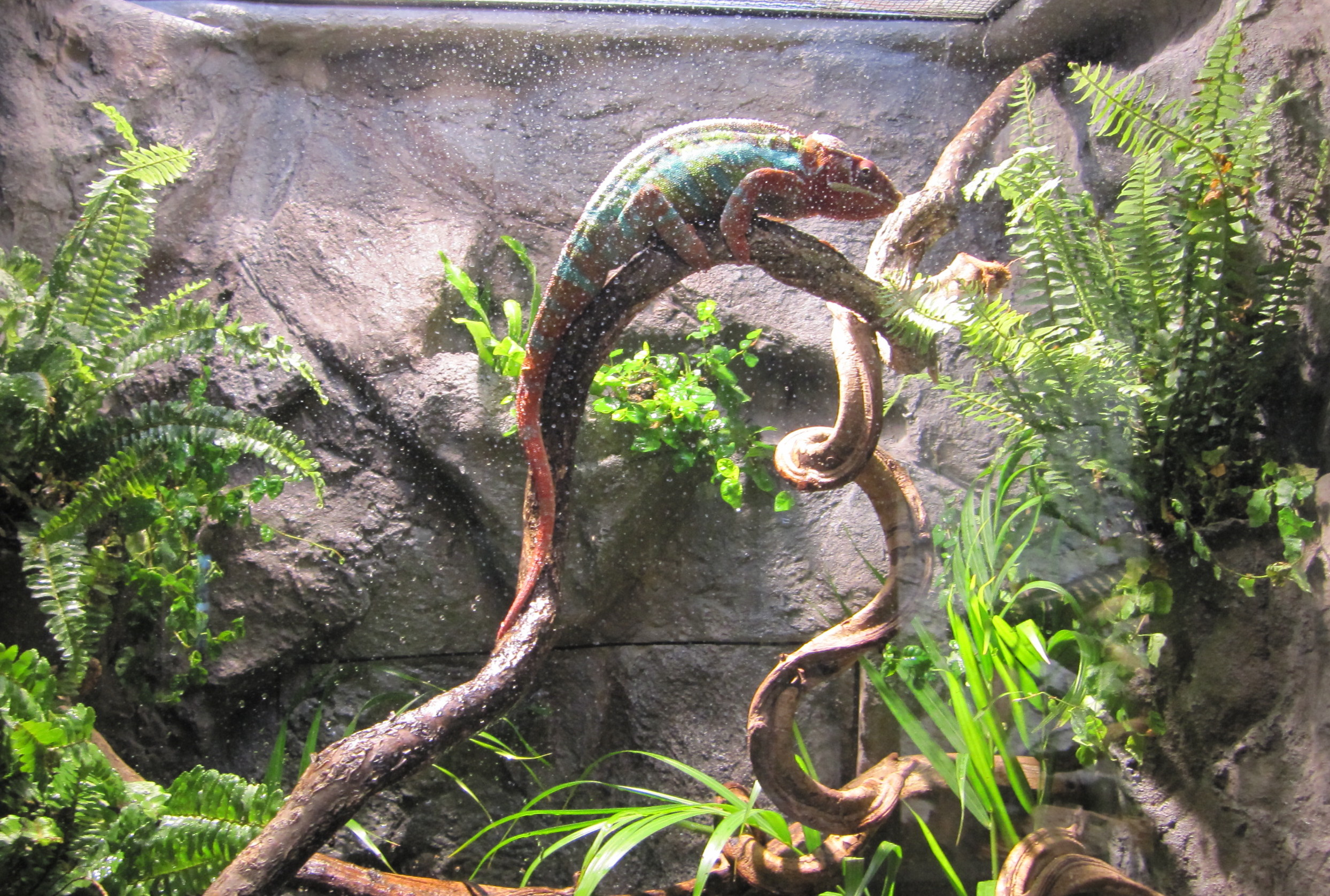
パンサーカメレオン
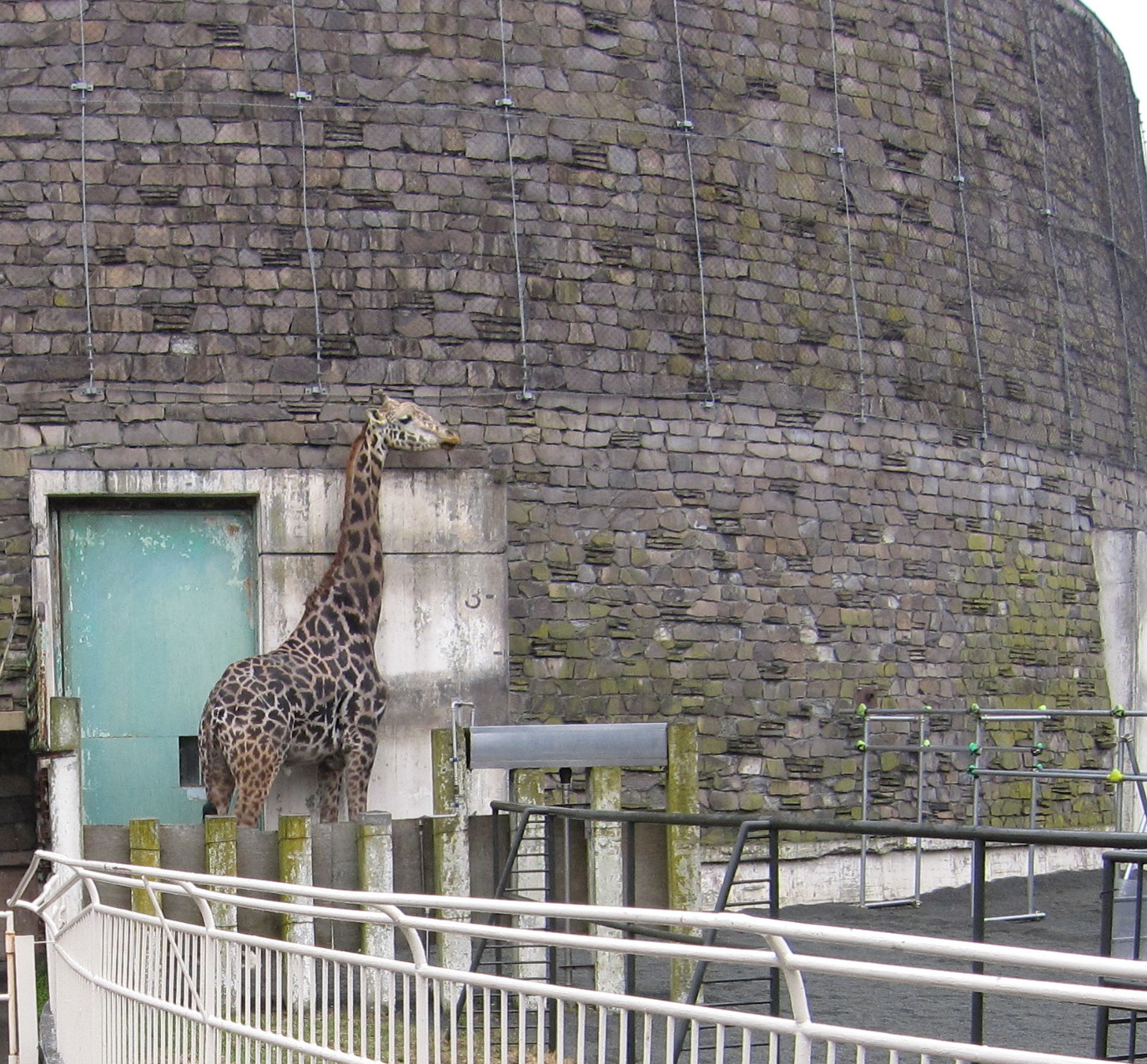
マサイキリン（2017年8月まで飼育）

## 今後の計画・構想
- 北海道ゾーンの整備を検討しており、老朽化が進む猛禽舎にて飼育しているオオワシ、シマフクロウ、オジロワシ等の猛禽類や、こども動物園で飼育しているエゾモモンガ、エゾユキウサギといった北海道の動物を既存のエゾヒグマ舎やエゾシカ・オオカミ舎を含めた一体的なエリアで飼育展示していくことを検討している[41]。

## 遊戯施設
開園当初から遊戯施設を設けており当初仲良し電車と豆汽車を設け、1970年代には飛行塔、メリーゴーランド、モノレールなどを配置した。1994年6月に改装のため一時閉園し中島公園子供の国を統合する形で1995年4月より「円山子供の国キッドランド」として営業。西門付近に地下駐車場を備えた人工地盤を設置するなどの改良工事を行った上で、既存遊具3台に加え中島公園の遊具16台を移設・新規導入2台の計21台でトーゴ北日本に委託して営業した。マスコットキャラクターも制定されキッドランド開園当初に名称を公募し「キッドちゃん」の愛称が付けられた。その後動物園の施設拡張計画によるアジア・アフリカ館の建設や少子化による利用者減少により、2010年9月30日をもって遊園地営業を終了。
2013年にはアスレチック遊具類を設置した新たな遊戯施設として「遊具広場まるっぱ」が設置されており、愛称は「Maruyama Zoo Kids Park」を略した物となっている。
まるっぱ内施設
- ジャングルコンビネーション - 動物の大きさを実感させるイメージを施したアスレチック。
- ユキヒョウの昼寝 - ネット式のアスレチック。
- プレーリードッグの巣穴 - プレーリードッグの巣をイメージした横穴を設けた築山。
- 小動物の広場 - 柵で囲んだ芝生に象を模した小滑り台等を設けた幼児向けのスペース。

キッドランド時代
- 新規導入
  - バイキング - 定員40名、全高13.9m、最高時速40.7km。
  - フリーウェイ - 定員2名×12両、全長52.6m、全高3.85m、最高時速10km。
- 中島公園から移設
  - ループ&コーク - 定員4名×6台、全長416.2m、最高時速56.2km。最大高度17m[46]。中島公園から移設、トーゴ製のクレージーマウス型ローラーコースターでは唯一垂直ループとコークスクリューを併設したレイアウトとなっていた。
  - スカイシップ - 定員4名×8台、全長224.4m、高さ7.5m、最高時速約4km。帆船を模した懸垂モノレール。
  - 魔境の伝説 - 定員4名×5台、全長85.4m、時速2.5km。魔境の冒険をイメージしたダークライド。
  - SLカー - 定員2名×7台、全長119.4m、時速4.1km。
  - フェニックス - 定員2名×14台、外柵直径20m。
  - 宙返りロケット - 定員4名×2台、回転速度約20km、全高10.3m。
  - メルヘンタワー - 定員2名×36台、外柵直径約18.9m。
  - メリーカップ - 定員4名×12台、直径13.4m。上部にメルヘンタワーを併設。
  - ロックンロール - 定員4名×10台、外柵直径12.2m。
  - メリーゴーランド - 定員40名（馬24台・馬車4台）、直径14.1m、時速6.4km。
  - お化け屋敷 - 施設面積198平米、ウォークスルー式。
  - ファミリーパットゴルフ - 全9ホールのパターゴルフ。
  - 豆汽車 - 定員8名×客車4両、全長約150m、時速4.9km。コース途中にはトンネル、動物のオブジェ、橋、桜並木を設置。
  - スカイサイクル - 定員2人×10台、全長147.7m、高さ3.5m、最高時速10km。
  - メルヘンボックス - 定員20名。ボールプール、エアクッション遊具、すべり台をあわせたアスレチック。
  - ビックリハウス - 定員14名、回転速度時速役約3km。
- 既存施設
  - 観覧車 - 定員4名×14台、全高22m。
  - エレファント - 定員4名×6台。象を模した回転遊具。
  - スピットファイヤー - 定員4名×8台。飛行機を模した回転遊具。

## 交通手段
- 札幌市営地下鉄東西線円山公園駅バスターミナルから徒歩約15分、路線バスで約8分（料金は210円）。専用の駐車場は持たないが、隣接地に円山公園第1・第2駐車場がある（料金は普通車1回700円）。